# Mount Margaret
Mount Margaret was een spookdorp in de regio Goldfields-Esperance in West-Australië.

## Geschiedenis
In 1869 vernoemde John Forrest een heuvel in de streek Mount Margaret, naar Margaret Elvire Hamersley met wie hij later zou huwen. Door de Aborigines werd de heuvel 'Kalgara' genoemd.
In 1894 vonden James Ross en R. McKenzie er goud. Twee jaar later pleitte het 'Mount Margaret Progress Committee' voor de stichting van een dorp. In mei 1897 werd het dorp officieel gesticht. De overheid wenste het eerst Kalgara te noemen maar besloot uiteindelijk toch tot Mount Margaret.
Het in april 1898 geopende politiekantoor sloot in augustus 1899 alweer de deuren. Het verhuisde naar het centraler gelegen Laverton. Het dorp werd verlaten.
In 1922 werd op twee kilometer van het oorspronkelijke dorp een Aboriginesmissie opgericht. In de jaren 1930 werd een ziekenhuis van Mount Morgan naar de missie in Mount Margaret verhuisd.
De missie werd in 1976 de 'Mt Margaret Aboriginal Community'.

## 21e eeuw
Mount Morgans maakt deel uit van het lokale bestuursgebied (LGA) Shire of Laverton waarvan Laverton de hoofdplaats is. Volgens de volkstelling van 2016 telt de Aboriginesgemeenschap er 96 leden.
In 2014 probeerden enkele goudzoekers goud te delven nabij Mount Margaret. Ze werden door predikant Geoffrey Stokes beschoten.

## Ligging
Mount Margaret ligt 913 kilometer ten oostnoordoosten van de West-Australische hoofdstad Perth, 95 kilometer ten oosten van het aan de Goldfields Highway gelegen Leonora en 72 kilometer ten zuidwesten van Laverton.

## Klimaat
De streek kent een warm woestijnklimaat, BWh volgens de klimaatclassificatie van Köppen.